# Paul R. Milgrom
Paul Robert Milgrom (født 20. april 1948 i Detroit i Michigan, USA) er en amerikansk professor i økonomi ved Stanford University. Han fik i 2020 Nobelprisen i økonomi sammen med sin kollega og tidligere ph.d.-vejleder Robert B. Wilson for deres arbejde indenfor auktionsteori.